# Нехвороща (річка)
Нехвороща — річка в Україні, у Канівському, Богуславському та Корсунь-Шевченківському районах Черкаської та Київської областей. Ліва притока Росі (басейн Дніпра).

## Опис
Довжина 23 км; похил річки — 2,2 м/км, площа басейну 138 км², найкоротша відстань між витоком і гирлом — 12,51 км , коефіцієнт звивистості річки — 1,84 . Бере початок на південно-західній околиці села Голяки у Шевлюженій Балці. Тече переважно на південний захід у межах сіл Новоукраїнка, Павлівка, Іванівка, Зелена Діброва, Пішки та Нехворощ. На околиці села Москаленки впадає в річку Рось, праву притоку Дніпра. У селі Іванівка річку перетинає (з 1955 р.) автошлях Н01. 
Живлення змішане: снігове, дощове й підземне. Формується декількома безіменними струмками та загатами.

## Притоки
У с.Іванівка на річці влаштовано Жаб'ячий у гирлі правої притоки р.Зарічок, що починається біля с.Михайлівка. Нижче по течії розташовано Щюрівськи ставок та ставок біля заправки. До другої світової війни у центрі села існував став де справляли Водохрещу у який впадала р.Боровиця (права притока). Нижче у річку впадає Мохневий Яр та Довгий Яр. Між селами Пішки та Нехворощ розташовано урочище Безодня, Ковалеве плесо, у долину річки впадає балка Русло (ліва притока) та Потічок (права притока). 

## Назва
Вперше згадується в люстрації 1789 р. як річка "Нехвороська". Нехворощ - єдиний гідронім Правобережної України з кінцевим "щ", слов'янського походження, про що свідчить словотворення “ не-хворост”, тобто, річка, що не має в своїй долині хворосту, верболозу. 

## Флора
По берегах річки ростуть: очерет звичайний, рогіз вузьколистий, куга озерна (Scirpus Lacustris L.), ряска, сальвінія плаваюча, калюжниця болотяна, півники болотні, береза повисла, калина звичайна, кілька видів верб, ожина сиза, підбіл звичайний, кульбаба лікарська, жовтець повзучий, жовтець багатоквітковий, жовтець їдкий, тонконіг болотний, тимофіївкк лучна, лепешняк плавучий, пирій повзучий, конюшина, хміль, щитник чоловічий, хвощ річковий, маршанція мінлива. 